# Sopot s pritoki
Sopot s pritoki este o arie protejată (arie specială de conservare — SAC, sit de importanță comunitară — SCI) din Slovenia întinsă pe o suprafață de 4,8 ha, integral pe uscat.

## Localizare
Centrul sitului Sopot s pritoki este situat la coordonatele 46°22′08″N 14°51′48″E / 46.3689°N 14.8633°E.

## Înființare
Situl Sopot s pritoki a fost declarat sit de importanță comunitară în aprilie 2013 pentru a proteja 1 specie de animale. Situl a fost protejat și ca arie specială de conservare în aprilie 2015.

## Biodiversitate
Situată în ecoregiunea alpină, aria protejată nu include niciun habitat protejat.
La baza desemnării sitului se află o specie protejată de  nevertebrate: Austropotamobius torrentium.